# Castillo de los Vélez
El castillo de Los Vélez es un castillo medieval-renacentista situado en la población de Mula (Región de Murcia, España). El edificio fue construido por el Marqués de los Vélez a comienzos del siglo XVI como forma de someter a la villa murciana.

## Historia

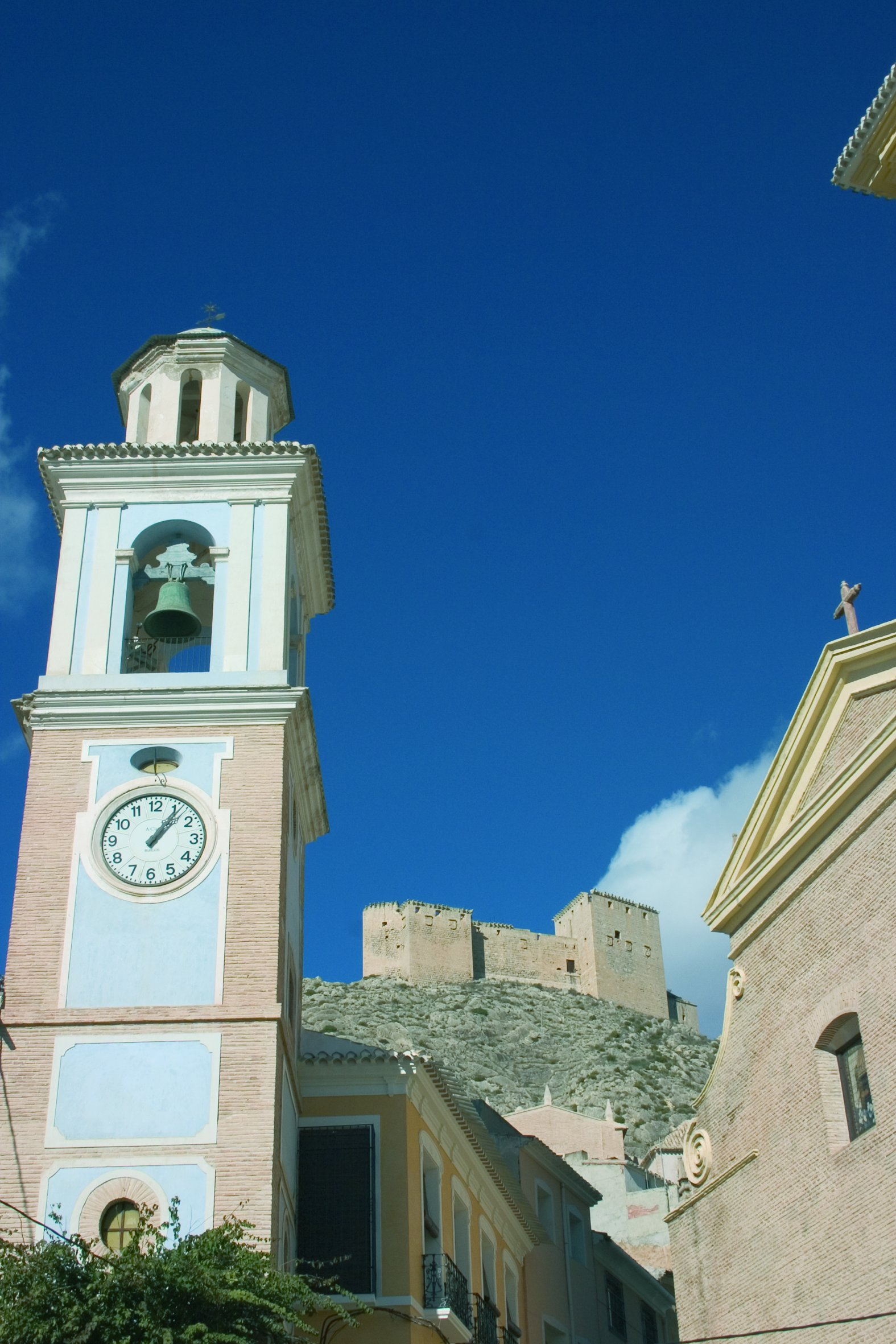
Castillo de los Vélez, visto desde Mula.

Son muchas las fuentes documentales que nos hablan del primigenio castillo de Mula, de factura islámica. Emilio Molina, en la "Aproximación al estudio de Mula islámica" ofrece la referencia del famoso viajero del siglo XII, Al-Idrisi, que informa de la existencia de una fortaleza en el lugar.
Alfonso X mencionó en sus escritos a dicha fortaleza, de la que dijo: "Mula, es villa de gran fortaleza et bien cercada, et el castiello della es como alcázar alto et fuerte bien torrado...". Según el estudio de D. Juan González Castaño, en el siglo XV la fortaleza poseía un albacar con una muralla hacia el norte, una primera muralla que protegía los aljibes y una segunda que custodiaba el núcleo urbano con las dos parroquias que poseía. Algunas de estas murallas persisten en la actualidad como parte del castillo del siglo XVI.
El origen del castillo actual se sitúa cuando Pedro Fajardo y Chacón, adelantado del reino de Murcia y Marqués de los Vélez, es humillado en 1520 al alzarse los muleños en comunidad, haciéndole jurar los privilegios que Fernando III dio a la villa tras su conquista en 1244. De este modo comenzó el largo pleito del concejo contra el régimen señorial del Marqués, que reaccionó con la construcción de una nueva fortaleza para asegurarse la sumisión de la localidad.

## Construcción del Castillo
Ante la construcción del castillo, el Marqués se encontró con dos problemas fundamentales: la existencia de una fortaleza anterior y la segunda y más importante, la negativa dictada por los Reyes Católicos y Carlos I de construir nuevas fortalezas en España. Según Nicolás Acero y Abad, el Marqués puso una lápida falsa que simulaba ser romana en la torre del homenaje, algo que le permitió su construcción:
"Marchio Petrus Fagiardus Primus hanc turrin erexit, marcentenque arcem olim ab Antinino Augusto Pio structam reaedificavit, inmperante Carolo Caesare IIIII. Hispaniarum Rege domino suo". En ningún momento Augusto Pío pasó por estas tierras ya que la fortaleza no era romana sino musulmana.
La construcción del castillo actual data del año 1524, según la inscripción presente en otra lápida. En opinión del historiador muleño Juan González Castaño, el autor del inmueble fue Luis Fajardo, posible maestro de obras de la casa de los Vélez.
La mayor aportación al estudio del Castillo de Mula se debe a Edwar Cooper, que realizó un estudio comparativo con los castillos de Vélez-Blanco y Cuevas de Almanzora en Almería, los tres pertenecientes al marqués.

## Arquitectura
La arquitectura del castillo es renacentista, de carácter defensivo y de formas simples, situado sobre un peñasco de roca. De las dos entradas, a una de ellas se accede mediante la parte alta de la muralla y torreones del antiguo alcázar musulmán además de un antiguo puente levadizo.
Contiene cuatro elementos diferenciadores: una torre del homenaje, una nave central con bóveda de cañón, un adosado a la nave y aljibe.

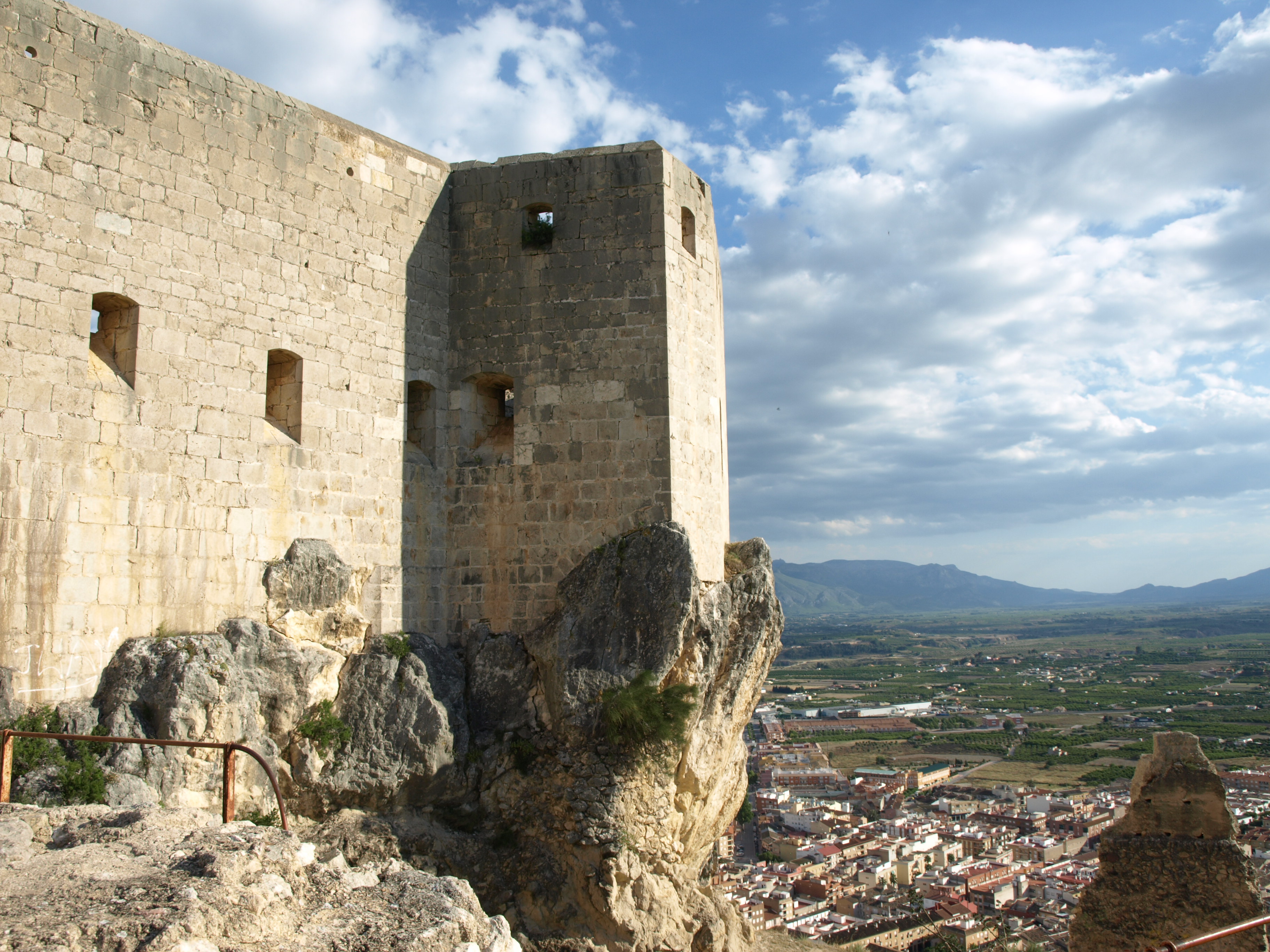
Castillo de los Vélez.

Las obras se realizaron en cuatro fases: la primera es muy tosca, la segunda y tercera fase se termina con la torre del homenaje y aljibe, y la fase final acaba con la bóveda de cañón, escalera del sótano, mazmorras y aljibe.
El acceso a la torre del homenaje se hace mediante una pasarela levadiza, que actualmente ha sido sustituida por un puente fijo. Así en caso de conflicto y toma del castillo por el enemigo, la guarnición podría resistir en el interior de la torre estando provista del agua, ya que posee un sistema de recogida de aguas que cae en el patio y se dirigen al aljibe junto a la torre.
El castillo carece de decoración ya que no era la residencia oficial del Marqués, sin embargo deja constancia de su pertenencia en los ocho escudos de armas pertenecientes a la familia Fajardo y Silva.
En menor medida se pueden apreciar las marcas de canteros que nos aclaran las etapas de construcción del castillo.

## Movimiento ciudadano por su conservación
A mediados del año 2015 se creó una plataforma ciudadana bajo la denominación "Mula por su castillo", formada por las diferentes asociaciones, colectivos y ciudadanos de Mula interesados por la recuperación del mayor símbolo del patrimonio cultural de la ciudad, que no es otro que el Castillo de los Vélez.
La Plataforma, nace ante la ausencia de actuaciones en pro de la conservación y restauración de la fortaleza, que fue alejada de la sociedad muleña tras la resolución del Tribunal Supremo en la que concedía la propiedad del Castillo a la Familia Bertrán de Lis y Pidal.
La desidia y abandono monumental en el que se encuentra el Castillo no debe continuar por más tiempo. En consecuencia, la ciudadanía de Mula, preocupada por la imagen de su monumento más señero, se moviliza expresando su malestar por la situación actual,  promoviendo las necesarias actuaciones de apoyo, concienciación y reivindicación y constituyéndose en plataforma ciudadana con un doble objetivo:
1.    Que el Castillo de Mula pase a titularidad pública, como patrimonio histórico-artístico de todos los muleños.
2.    Que se lleven a cabo las actuaciones de conservación y restauración necesarias en el monumento.
Esta iniciativa surge a raíz del mal estado del castillo, que permanece cerrado al público más de una década, lo que ha propiciado el estado de ruina en el que se encuentra. Se inició una recogida de firmas con la esperanza de que en el aniversario de la construcción del Castillo por fin se cumpla la Ley de Patrimonio y se pueda disfrutar de este Bien que corona el pueblo de Mula. 
El día 7 de marzo de 2024, finalmente, tras años de lucha en los que el ayuntamiento de la localidad había conseguido hasta un 66,66% de la propiedad de su monumento insignia, el castillo pasa a ser en su totalidad propiedad del castillo, tras un pago final de 321.000 euros a la familia Beltrán de Lis y Pidal, descendientes de los marqueses de los Vélez. Desde el Ayuntamiento, se promete un plan de restauración para la reapertura del castillo y su reconversión en un lugar turístico y público, que aumente aún más la capacidad del turismo muleño.